# L'Héritage de la peur
L'Héritage de la peur (Legacy of Fear) est un téléfilm canadien réalisé par Don Terry et diffusé aux États-Unis le 27 novembre 2006 sur Lifetime.

## Synopsis
Une inspectrice de police traque un tueur en série qui pourrait bien être l'assassin de sa propre mère,morte sous ses yeux alors qu'elle n était qu'une enfant...

## Fiche technique
- Titre français : L'Héritage de la peur
- Titre original : Legacy of Fear
- Titre québécois : Un héritage de terreur
- Réalisation : Don Terry
- Scénario : John Benjamin Martin
- Photographie : Daniel Villeneuve
- Musique : James Gelfand
- Société de production : Incendo Productions
- Durée : 76 minutes

## Distribution
- Teri Polo (VF : Véronique Alycia ; VQ : Nathalie Coupal) : détective « JJ » Jeanne Joyce
- Anthony Lemke (VF : Bruno Choël ; VQ : Martin Watier) : Jack Cobell
- Anna Silk (VQ : Catherine Bonneau) : Kathleen Coyne
- Serge Houde (VQ : Marc Bellier) : Ray Blum
- Zachary Bennett (VQ : Gilbert Lachance) : Val Grosmont
- Corinne Conley (VQ : Élizabeth Chouvalidzé) : Mimi Wickersham
- Stephen Spender : Don Joyce
- Vincent Leclerc (VQ : Vincent Leclerc) : Paul Jarvis

Source « doublage.qc.ca ».